# 臺灣花磚博物館
臺灣花磚博物館，是位於臺灣嘉義市西區一座以花磚為展示主題的私人博物館，其前身為「德豐材木商行」店主蘇友讓的故居，始建於台灣日治時期昭和13年（1938年）。2014年，任職於科技業的徐嘉彬與一同從事花磚保護工作達20年經驗的工作團隊齊心買下老宅，將之改裝為花磚博物館，典藏花磚數量約達1500片，為臺灣首座以花磚為主題的博物館。

## 沿革

### 木材行時期
大正4年（1915年）臺南人蘇友讓著眼於木材產業的商機而投入參與嘉義木材業成立「德豐材木店」，隔年結束位在斗六的山產買賣生意，落腳嘉義。大正10年（1921年）蘇友讓在當時的嘉義市榮町2丁目3番地位址（今林森西路北側國華街與文化路間）成立「德豐材木商行」並建置製材工廠，於臺灣日治初期取得營林所核發經銷權，為當時少數擁有製材廠的臺籍木材商，同時是僅次於日資會社之下、所有臺籍人士開店繳稅額最高者。後於林森西路與民生北路交角處另設木材商店，昭和13年（1938年）以臺灣總督府廳舍的格局為範本進行改建，主樓樓高二層，分成西側、中間與東側三間，一樓中間作為木材商行總部，用於堆放木材，東側間設有做生意使用的櫃檯以及廚房，西側間於之後售予「廣澤堂」香舖。主樓二樓為蘇友讓家族自宅，以中間為正廳，過去曾安放有神明廳用以祭祀蘇姓歷代祖先牌位，兩側曾置有四組太師椅。主樓向左、右兩側方向各有延伸五間一層樓之木造建築承租予林木業相關業者。 

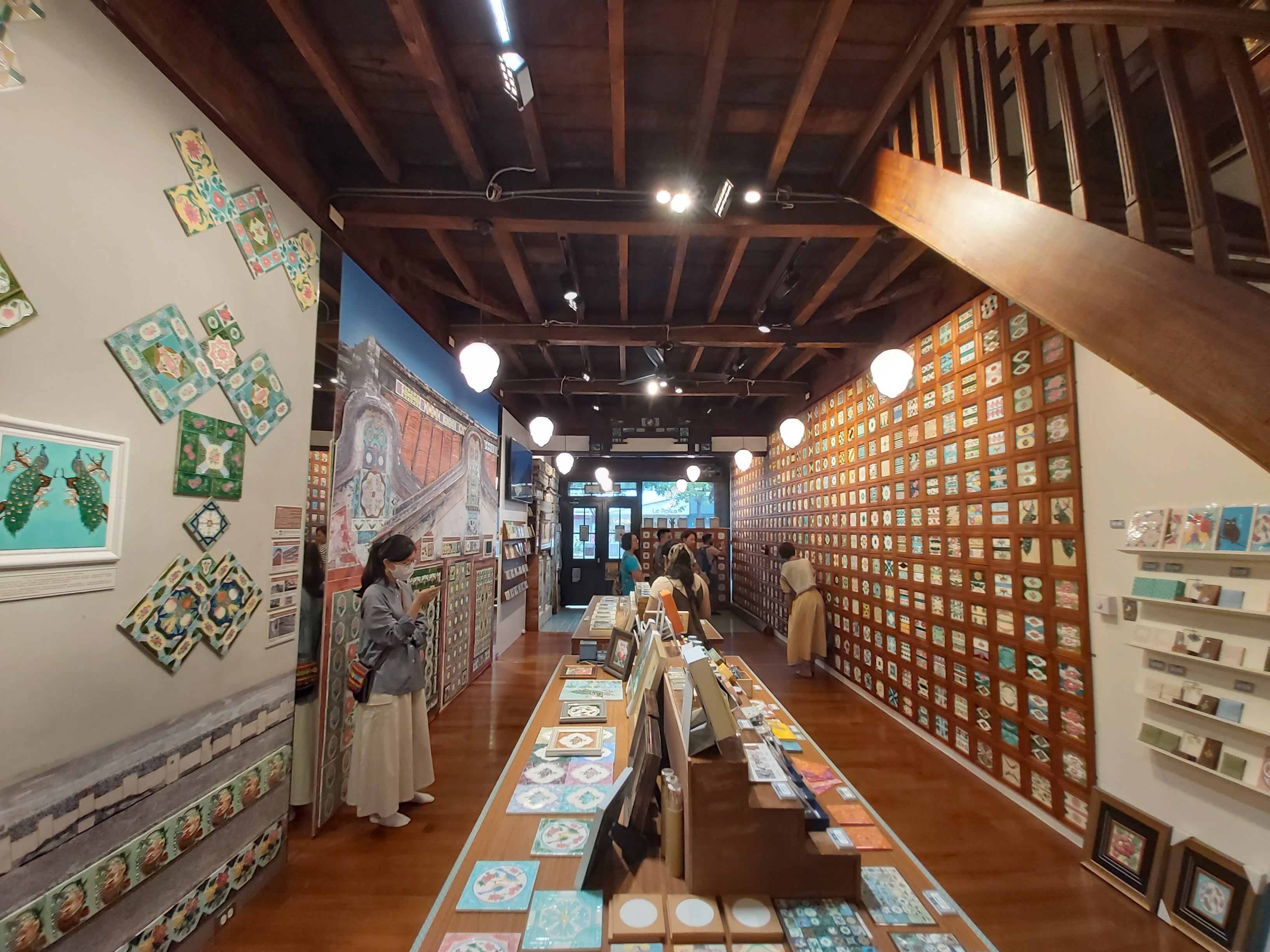
一樓室內
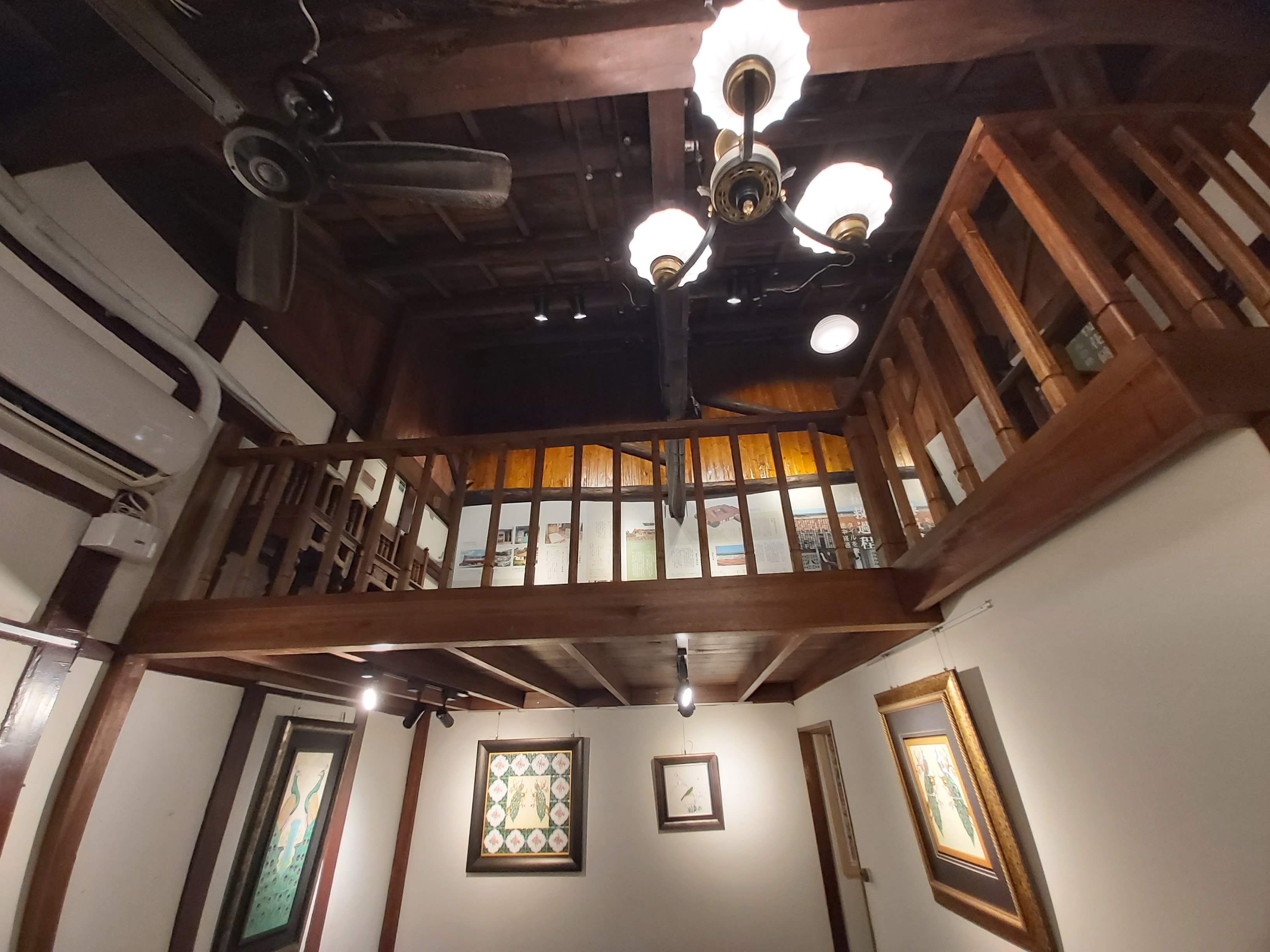
二樓室內
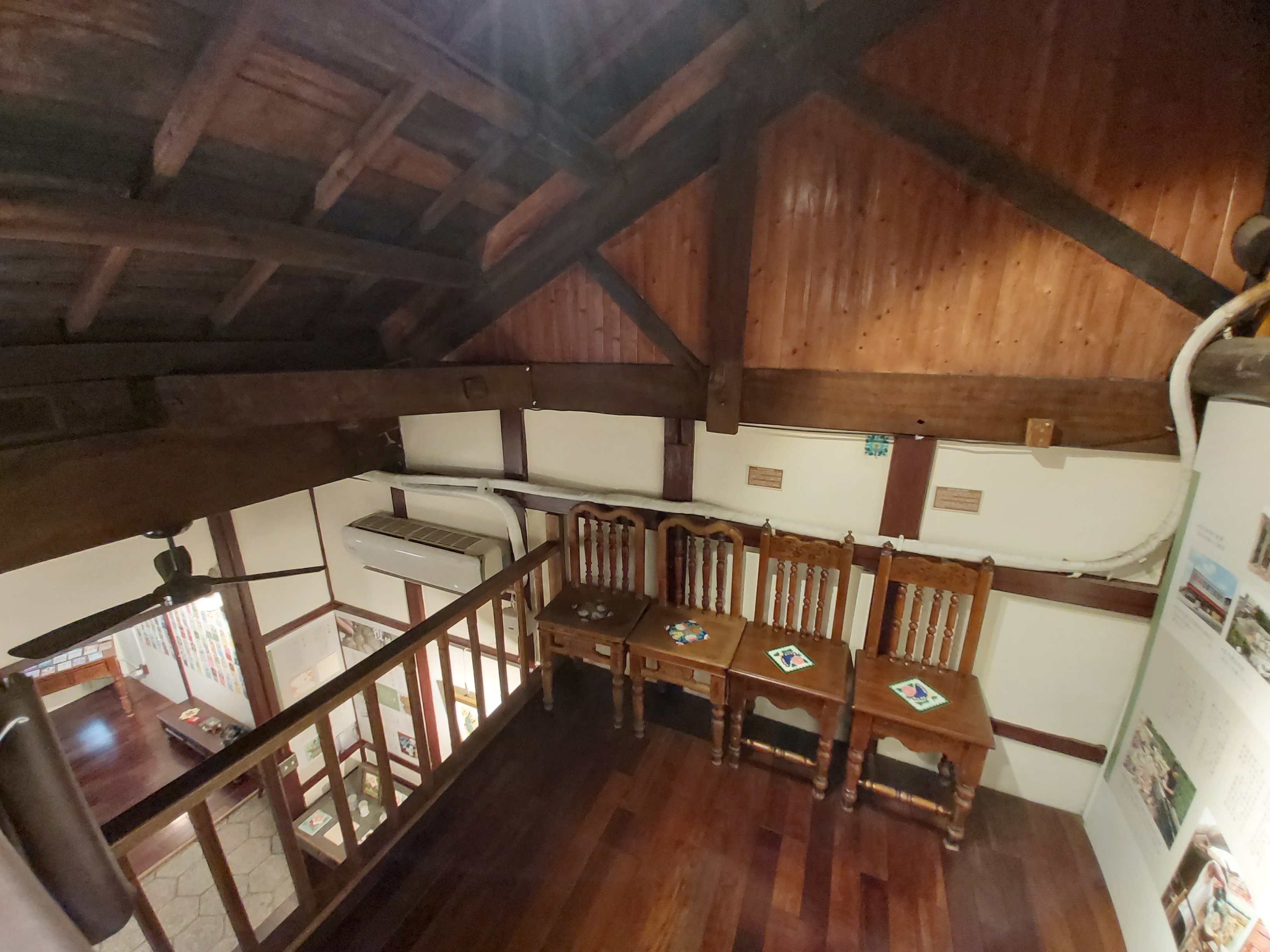
樓中樓
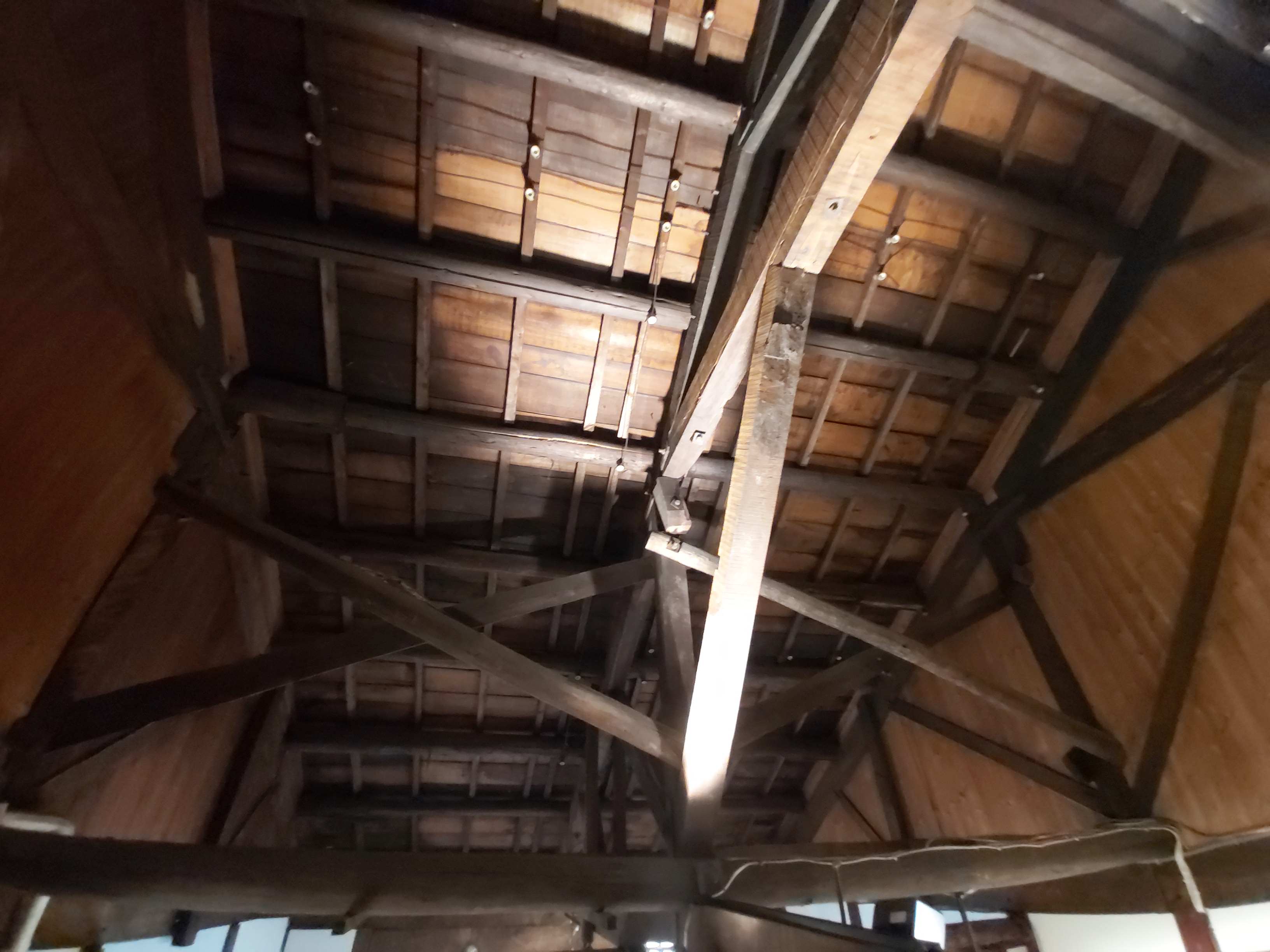
天花板

### 戰後易手與修建
1945年臺灣光復，戰後林木資源枯竭，相關產業隨之蕭條，蘇友讓家族舉族遷離嘉義，洋樓幾經易主與修改。最後一任產權人是一對中年姊妹，多年來每遇建商洽談都更事宜皆未同意將老屋出售，直至2014年，從事花磚保護工作的徐嘉彬相中該宅，2015年耗費其任職科技業期間的積蓄將之買下，歷經兩年修復，於2017年年底以嶄新面貌再現，成立臺灣第一座花磚博物館。2021年，印度菜餐廳「國王的菜」在博物館一樓東側間開幕。2022年3月，花磚博物館閉館整修，同年9月30日重新開幕。目前館內一樓展示臺灣各地卸下的花磚殘塊以及花磚牆，並販售花磚周邊商品，二至三樓則展示由花磚妝點的古物、古董與舊傢俱，如紅眠床、梳妝台、矮桌、長椅、板凳、窗框乃至馬賽克浴缸等物件。

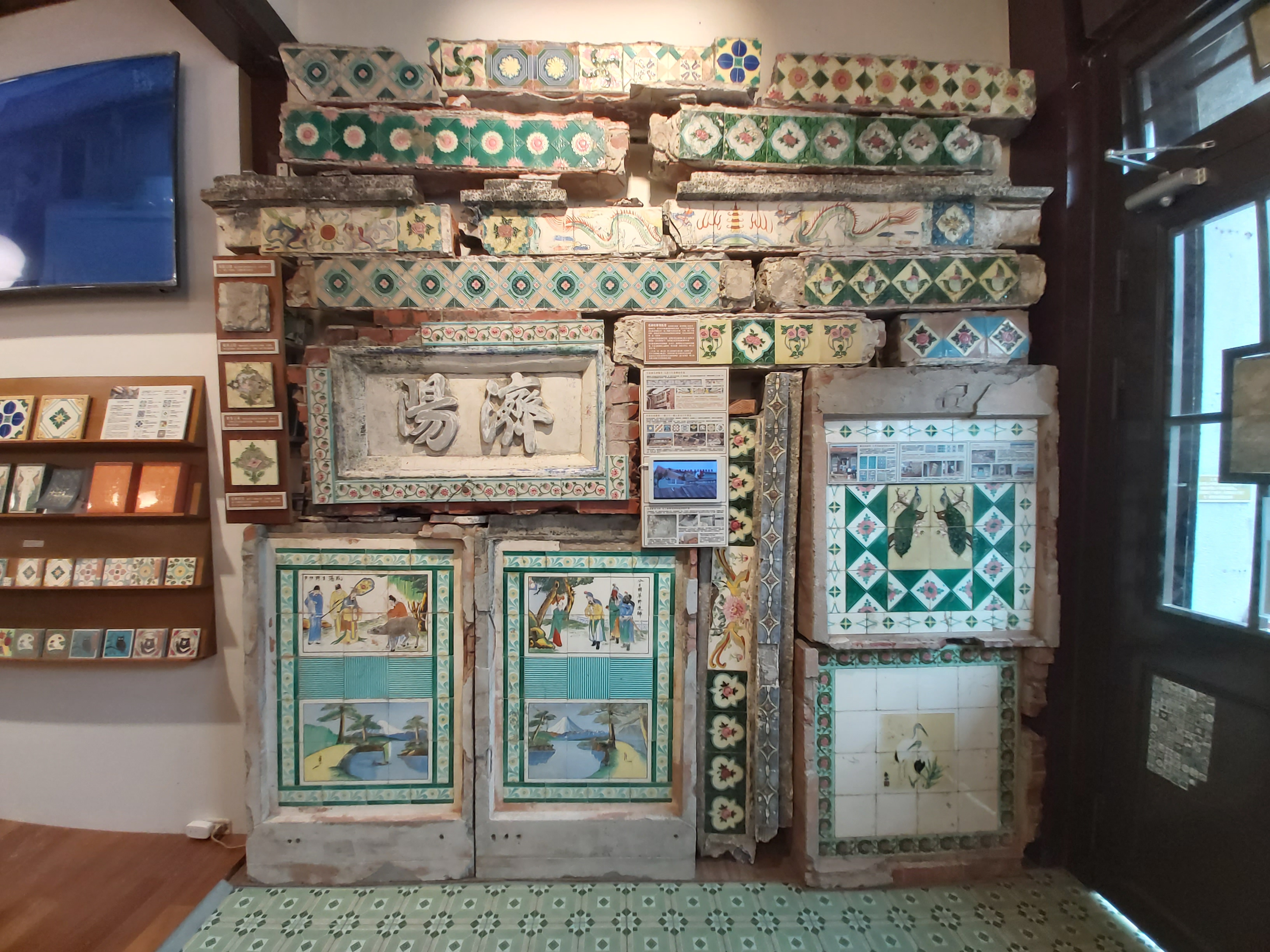
花磚展示陳列
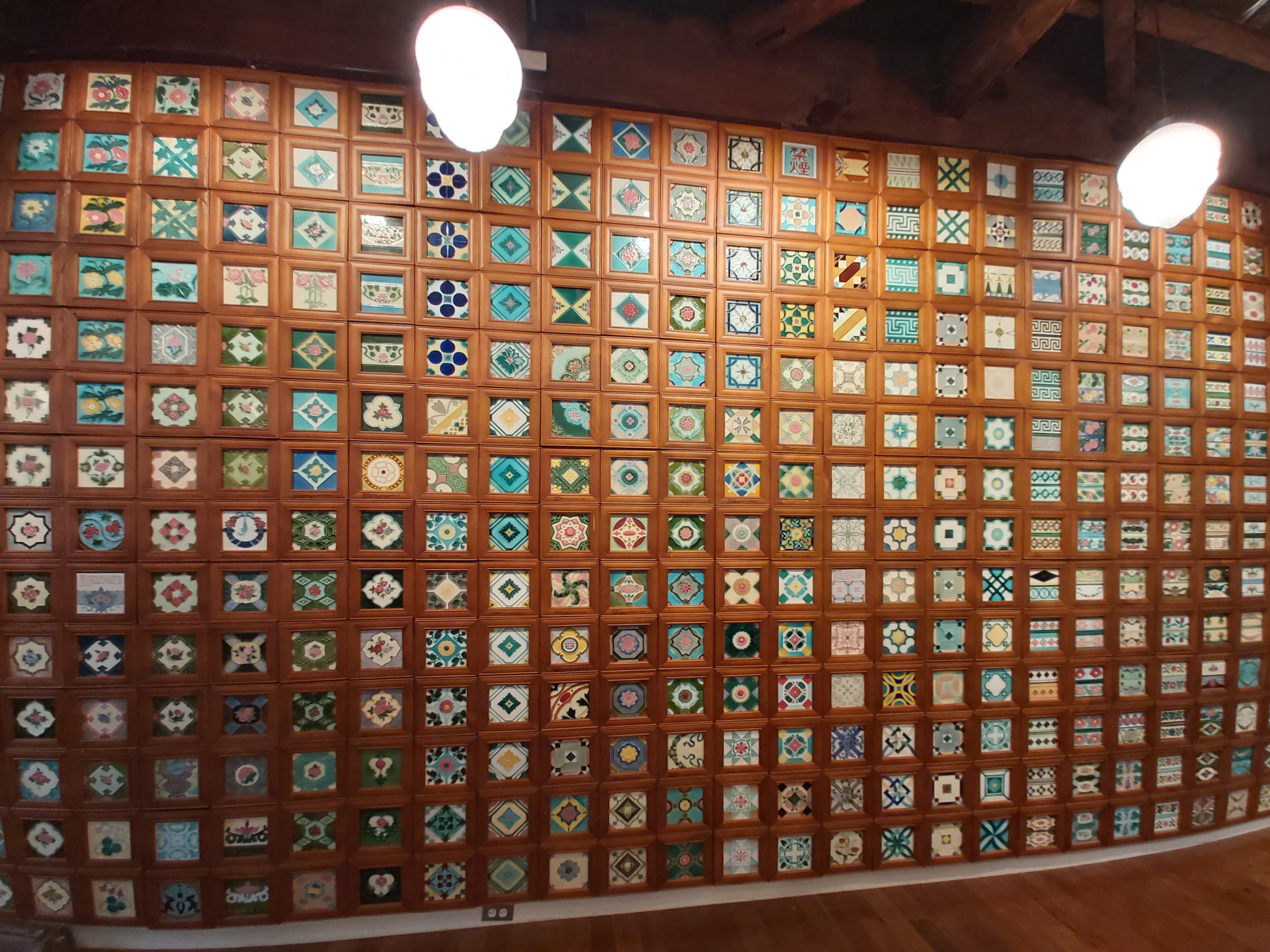
花磚展示牆
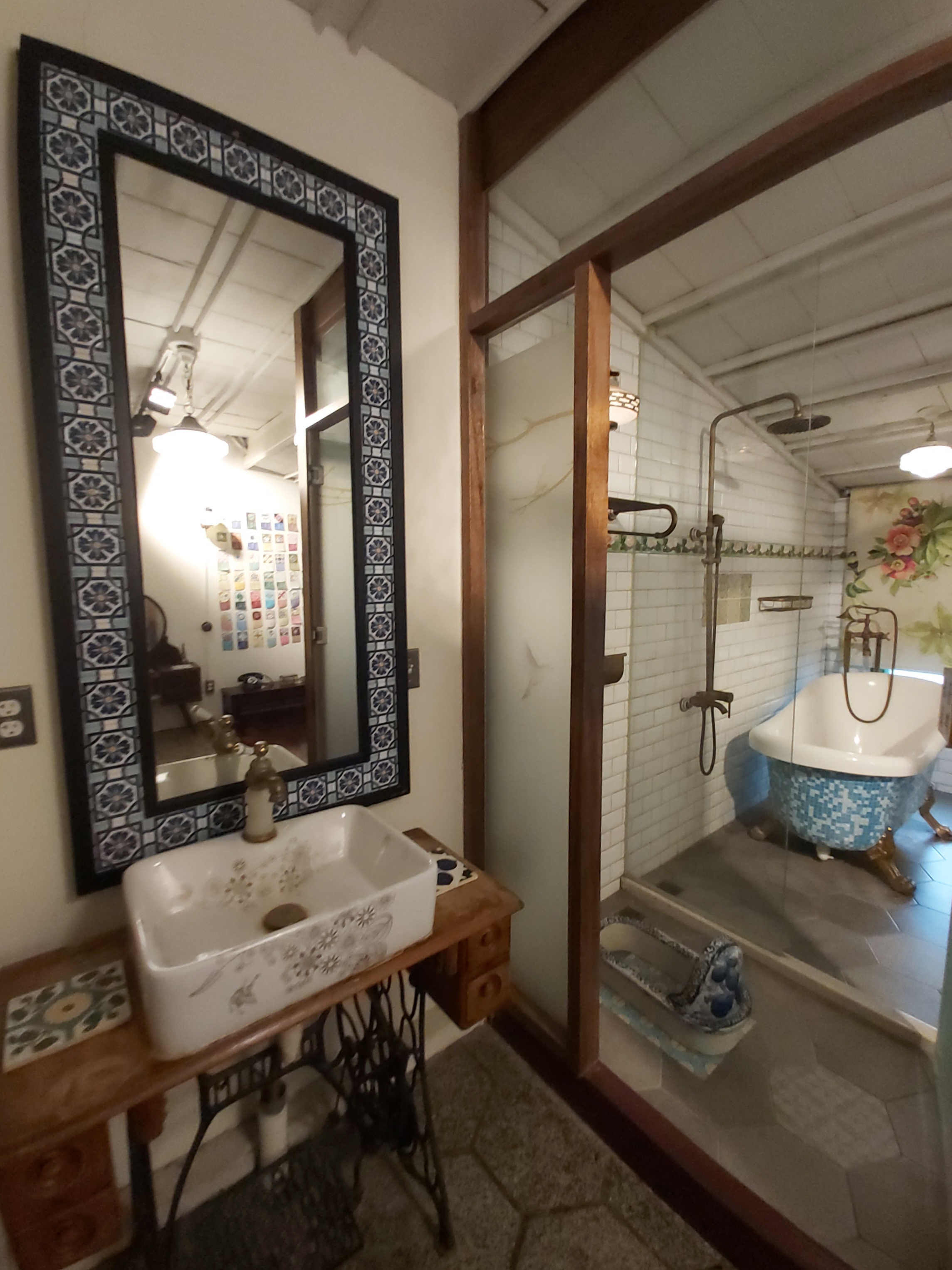
馬賽克磁磚打造的衛浴設備
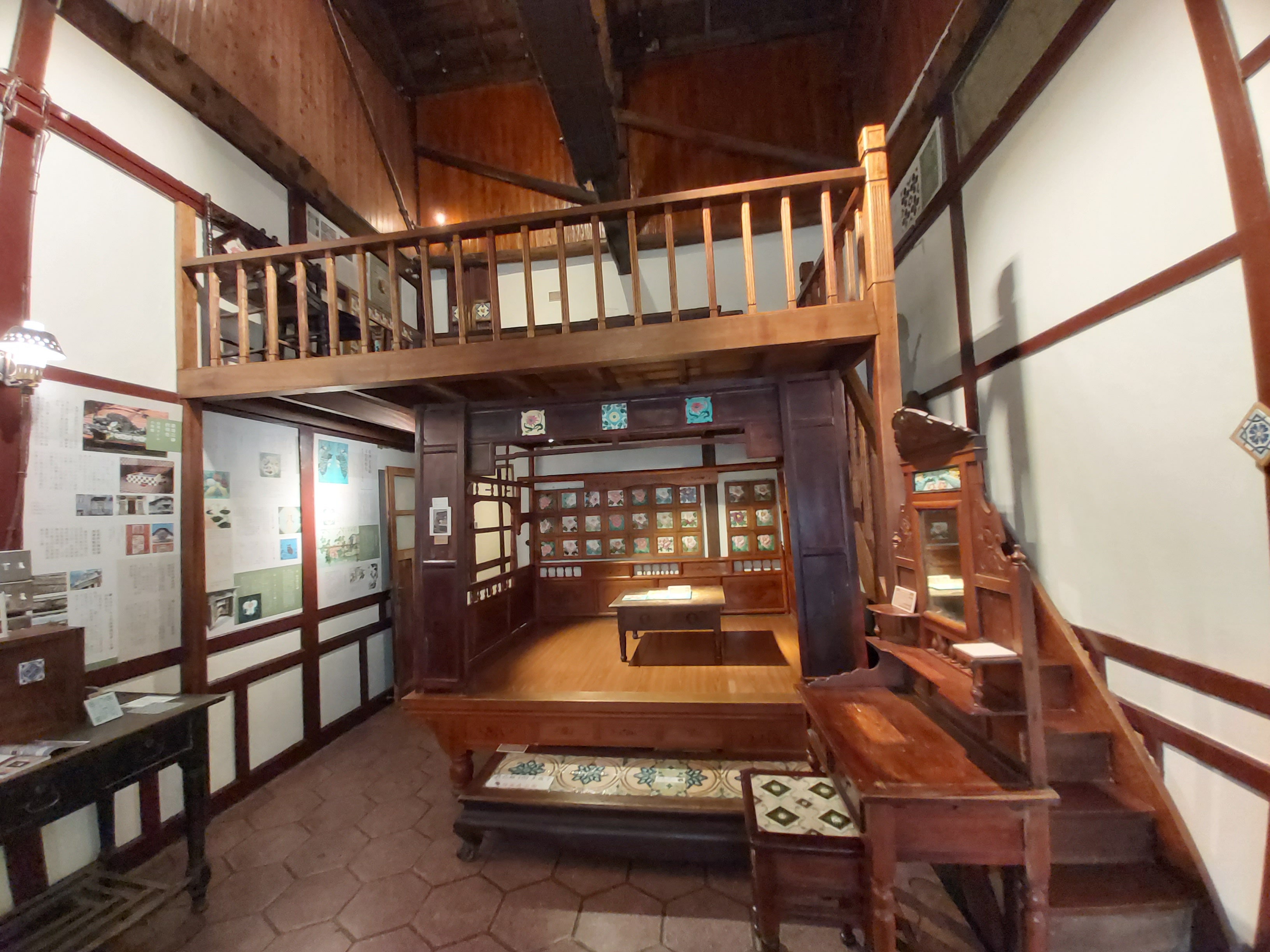
紅眠床與古典花磚家具

## 外部連結
- 台灣花磚博物館官網
- 台灣花磚博物館的Facebook專頁
- 台灣花磚博物館的Instagram帳戶